# Dwight Tiendalli
Dwight Marciano Tiendalli (Paramaribo, 21 oktober 1985) is een Nederlands voormalig voetballer van Surinaamse afkomst die bij voorkeur in de verdediging speelde. Hij speelde in 2013 twee interlands voor het Nederlands voetbalelftal. Tiendali keerde medio 2023 terug naar de club waar zijn carriere begon: AFC amsterdam

## Clubcarrière

### Nederland
Tiendalli kwam via AFC in 2001 in de opleiding van Ajax terecht. Omdat een debuut in het eerste team uitbleef, vertrok hij in 2004 naar FC Utrecht, waar hij in zijn eerste seizoen elf wedstrijden speelde en één doelpunt maakte. In het seizoen 2006/2007 trok Feyenoord hem vervolgens aan.
Tiendalli brak bij Feyenoord nooit door als basisspeler. Na nog geen dertig wedstrijden voor de Rotterdammers in drie seizoenen en een verhuur aan Sparta, ontbonden Feyenoord en hij op 31 augustus 2009 in overleg zijn contract.
Hoewel Tiendalli tijdens de transferperiode van juni tot en met augustus 2009 geen nieuwe club vond, mocht hij in voorbereiding op het seizoen 2009/2010 meetrainen bij FC Twente. Op 12 september 2009 legde FC Twente de verdediger vervolgens voor één seizoen vast, met een optie op een extra contractjaar. Met een invalbeurt maakte hij op 4 oktober 2009 zijn debuut voor Twente in een uitwedstrijd tegen Heracles. Hoewel als rechtsback gehaald, kreeg Tiendalli in de daaropvolgende wedstrijden bij afwezigheid van Slobodan Rajković en Nicky Kuiper als linksback een basisplaats. In zijn derde wedstrijd, thuis tegen FC Groningen, scoorde hij zijn eerste doelpunt voor de Tukkers. In het seizoen 2010/11 verloor Tiendalli mede door blessures zijn basisplaats. Ook kreeg hij te horen dat zijn contract niet verlengd werd. Wel won hij de Johan Cruijff Schaal en de KNVB beker met de club, nadat hij het jaar daarvoor al de landstitel met Twente had gewonnen. Na de komst van Co Adriaanse ging de club op diens verzoek nogmaals met Tiendalli om de tafel. Beide partijen kwamen alsnog een nieuw contract overeen. Tijdens het seizoen was hij de meest gebruikte linksback van de ploeg, maar na een jaar werd zijn contract wederom niet verlengd.

### Buitenland
Op 10 september 2012 maakte Swansea City bekend dat Tiendalli naar aanleiding van defensieve problemen in de ploeg een contract bij de club tekende voor de rest van het seizoen 2012/2013. In dit seizoen kwam hij 14 keer in actie in de Premier League en won hij met zijn club de League Cup. Na afloop van het seizoen leek het er echter op dat het bij één seizoen in Wales zou blijven, tot hij er op 28 augustus 2013 alsnog een nieuw driejarig contract tekende. Het volgende seizoen werd er echter minder vaak een beroep op hem gedaan.
In maart 2015 werd hij voor de rest van het seizoen gehuurd door Middlesbrough. Omdat hij er minder speelde dan hij had gehoopt, werd deze verhuurperiode al na twee wedstrijden beëindigd. Tiendalli keerde terug naar Swansea, waar op 1 september zijn contract in goed overleg werd opgezegd.
Tiendalli werd daarna in verband gebracht met verschillende clubs, waaronder de latere kampioen Leicester City, maar bij geen van deze clubs vond hij emplooi. Na een seizoen zonder profvoetbal trainde hij in de voorbereiding op seizoen 2016/2017 op proef mee bij Birmingham City.
In juli 2017 sloot hij aan bij Oxford United dat uitkomt in de League One. In 2018 mocht hij vertrekken. Op 20 september 2018 maakte hij het einde van zijn carrière bekend.

### Terugkeer naar AFC
op 1 juli 2023 kwam Tiendalli terug op zijn beslissing dat hij niet meer zou voetballen Tiendalli ging naar AFC Tiendalli zat in de knvb beker wedstrijd tegen RKAV Volendam in de selectie, maar speelde niet.

## Interlandcarrière

### Nederland -21
In 2006 speelde Tiendalli mee op het Jeugd-EK in Portugal. Als verdediger had hij een aandeel in de overwinningen van Nederland in Poule B. Nederland wist de finale te bereiken en daarin Oekraïne 3-0 te verslaan. Door deze gewonnen finale won Tiendalli met Nederland in 2006 het Europees kampioenschap voetbal onder de 21 jaar. Hij werd door de UEFA opgesteld in het Sterrenelftal van dat toernooi, samen met onder anderen Mandanda, Stepanov, Toulalan, Emanuelson, Aissati en Huntelaar.

### Nederland
Tiendalli maakte op 7 juni 2013 zijn debuut in het Nederlands voetbalelftal. Hij kwam in de tweede helft van een oefeninterland tegen Indonesië binnen de lijnen als invaller voor Daryl Janmaat.
| Interlands van Dwight Tiendalli voor Nederland | Interlands van Dwight Tiendalli voor Nederland | Interlands van Dwight Tiendalli voor Nederland | Interlands van Dwight Tiendalli voor Nederland | Interlands van Dwight Tiendalli voor Nederland | Interlands van Dwight Tiendalli voor Nederland | Interlands van Dwight Tiendalli voor Nederland |
| №                                              | Datum                                          | Wedstrijd                                      | Uitslag                                        | Soort wedstrijd                                | Doelpunten                                     | Assists                                        |
| Als speler bij Swansea City AFC                | Als speler bij Swansea City AFC                | Als speler bij Swansea City AFC                | Als speler bij Swansea City AFC                | Als speler bij Swansea City AFC                | Als speler bij Swansea City AFC                | Als speler bij Swansea City AFC                |
| ---------------------------------------------- | ---------------------------------------------- | ---------------------------------------------- | ---------------------------------------------- | ---------------------------------------------- | ---------------------------------------------- | ---------------------------------------------- |
| 1.                                             | 7 juni 2013                                    | Indonesië – Nederland                          | 0 – 3                                          | Vriendschappelijk                              | 0                                              | 0                                              |
| 2.                                             | 11 juni 2013                                   | China – Nederland                              | 0 – 2                                          | Vriendschappelijk                              | 0                                              | 0                                              |

## Clubstatistieken
| seizoen | club            | duels | goals | competitie     |
| ------- | --------------- | ----- | ----- | -------------- |
| 2004/05 | FC Utrecht      | 11    | 1     | Eredivisie     |
| 2005/06 | FC Utrecht      | 29    | 2     | Eredivisie     |
| 2006/07 | FC Utrecht      | 1     | 0     | Eredivisie     |
| 2006/07 | Feyenoord       | 13    | 0     | Eredivisie     |
| 2007/08 | Feyenoord       | 0     | 0     | Eredivisie     |
| 2007/08 | → Sparta        | 13    | 0     | Eredivisie     |
| 2008/09 | Feyenoord       | 23    | 0     | Eredivisie     |
| 2009/10 | FC Twente       | 26    | 1     | Eredivisie     |
| 2010/11 | FC Twente       | 18    | 0     | Eredivisie     |
| 2011/12 | FC Twente       | 29    | 0     | Eredivisie     |
| 2012/13 | Swansea City    | 14    | 1     | Premier League |
| 2013/14 | Swansea City    | 10    | 0     | Premier League |
| 2014/15 | Swansea City    | 3     | 0     | Premier League |
| 2014/15 | → Middlesbrough | 2     | 0     | Championship   |
| 2017/18 | Oxford United   | 13    | 0     | League One     |
| Totaal  | Totaal          | 205   | 5     |                |

Bijgewerkt t/m 1 augustus 2018

## Erelijst
| Competitie            |           |            |           |           |
| Competitie            | Aantal    | Jaren      |           |           |
| FC Twente             | FC Twente | FC Twente  | FC Twente | FC Twente |
| --------------------- | --------- | ---------- | --------- | --------- |
| Kampioen Eredivisie   | 1x        | 2009/10    |           |           |
| KNVB beker            | 1x        | 2010/11    |           |           |
| Johan Cruijff Schaal  | 2x        | 2010, 2011 |           |           |
| Swansea City          |           |            |           |           |
| League Cup            | 1x        | 2012/13    |           |           |
| Nederland -21         |           |            |           |           |
| Europees kampioen -21 | 1x        | 2006       |           |           |

Individueel
- Uitverkiezing UEFA Sterrenelftal -21

2006